# Melvin Purvis G-MAN
Pour plus de détails, voir Fiche technique et Distribution.
Melvin Purvis G-MAN est un téléfilm américain de Dan Curtis et diffusé le 9 avril 1974 sur ABC. Il a été distribué en Europe dans les salles de cinéma comme long métrage cinématographique.

## Synopsis
Durant la dépression, l'agent fédéral Melvin Purvis est chargé d'arrêter le criminel Machine Gun Kelly qui laisse derrière lui des morts par dizaines.

## Fiche technique
- Titre original : Melvin Purvis G-Man
- Réalisation : Dan Curtis
- Scénario : William F. Nolan et John Milius d'après une histoire de John Milius
- Montage : Corky Ehlers et Richard A. Harris
- Directeur de la photographie : Jacques R. Marquette
- Distribution : Betty Martin
- Décors : Trevor Williams
- Musique : Bob Cobert
- Effets spéciaux : Roy L. Downey
- Producteur : Dan Curtis
- Producteur exécutif : Paul R. Picard
- Compagnies de Production : Dan Curtis Productions - American International Pictures
- Compagnie de distribution : ABC
- Genre : Policier et biopic
- Pays :  États-Unis
- Durée : 74 minutes[1]
- Date de diffusion :
  -  États-Unis : 9 avril 1974[2]

## Distribution
- Dale Robertson : Melvin Purvis
- Harris Yulin : George "Machine Gun" Kelly
- Dick Sargent : Thatcher Covinton
- Margaret Blye : Katherine Ryan Kelly
- Matt Clark : Charles Parlmetter
- David Canary : Eugene T. Farber
- Elliott Street : Thomas Longaker
- John Karlen : Anthony Redecci
- Steve Kanaly : Sam Cowley
- Woodrow Parfrey : Nash Covington
- Jim Hill : J.D. Longaker

## Suite
Le film ayant obtenu auprès du public un succès d'audience, une suite sera diffusée l'année suivante sur la chaîne : The Kansas City Massacre. Dale Robertson reprendra son rôle d'agent fédéral.